# ميسيساغا
ميسيساغا (بالإنجليزية: Mississauga)‏ مدينة كندية تقع في مقاطعة أونتاريو تعداد سكانها 713,443 حسب التعداد السكاني لعام 2011 وتعد سادس أكبر مدينة في كندا من حيث عدد السكان.
كلمة ميسيساغا أصلها يعود لقبائل الهنود الحمر وتعني جملة معناها بالعربي: هؤلاء الذين بقرب فم النهر الكبير.
تشكلت ميسيساغا بالأساس كضاحية من ضواحي تورنتو، حيث يُعزى الفضل في نموها إلى قربها من مدينة تورنتو. ورغم أن المدينة انبثقت من أراضٍ خالية، إلا أنها حولت أنظارها لبناء مركز مدينة متكامل بينما شكلت هويتها الجديدة كمدينة متميزة عن تورنتو.
يقع مطار تورنتو الدولي وهو أكثر مطارات كندا ازدحاما ضمن نطاق مدينة ميسيساغا.
يدعى سكان مدينة ميسيساغا ميسيساغانس أو ساغانس.

## التوأمة
- كارييا، آيتشي، اليابان.

## تعليم
- مجلس مقاطعة بيل المدرسي
- برامبتون (أونتاريو)

## أعلام
- أوسكار بيترسون
- إيلين ويليامز
- دوغلاس كينيدي
- بيانكا أندريسكو
- شاي ميتشل

## وصلات خارجية
- ميسيساغا (بالإنجليزية)